# Antiphanes
Antiphanes is een geslacht van rechtvleugeligen uit de familie veldsprinkhanen (Acrididae). De wetenschappelijke naam van dit geslacht is voor het eerst geldig gepubliceerd in 1878 door Stål.

## Soorten
Het geslacht Antiphanes  is monotypisch en omvat slechts de volgende soort:
- Antiphanes nodicollis (Burmeister, 1838)